# Näcken (dikt av Afzelius)
Näcken är en dikt från 1812 av den svenske författaren Arvid August Afzelius. Den är även känd som Näckens polska efter melodin den skrevs till och Djupt i havet på demantehällen efter öppningsraden. Texten handlar om hur Näcken en kväll sjunger om sin saknad efter Freja, som levde hos honom innan hon steg upp ur havet. Freja hör sången och visar sig på himlen i form av Venus, innan dagen gryr och hon försvinner.
Dikten blandar motiv från nordisk folktro, nordisk mytologi och grekisk-romersk mytologi. Den trycktes första gången i nummer tre av Götiska förbundets tidskrift Iduna.

## Mottagande
I Den nyare svenska skönlitteraturen och tidningspressen, utgiven 1845, skrev Oscar Patric Sturzen-Becker att Afzelius' dikter kan "anses såsom den yttersta konseqvensen af den yfverborna, urnordiska, vargskinnspelande karakter, som ifrån första stund låg till grund för och bestämde den götiska skolans hela poetiska verksamhet." Sturzen-Becker citerade flera strofer ur Näcken, och skrev vidare:
| ” | Ännu en betecknande egenhet hos denna epokens skaldskap måste jag anmärka, en egenhet som den götiska skolan för resten delar med fosforisterna, och deri de nästan täflade att öfverträffa hvarannan, nemligen en alldeles makalös hvad man kallar: pretiositet. Till exempel i de nyss anförda verserna af herr Afzelius finna vi icke blott en "gyllne harpa" med "silfvertoner," men ett "gyllne hår," en "gyllne borg" och på köpet äfven en "demantehäll." Jag hoppas man icke kan önska det dyrbarare; det är en hel juvelerare-butik. Men det var dessa herrars sed; de strödde omkring sig guld, silfver, demanter och äkta perlor, purpur och kristaller, ambra och balsamer, med en liknöjdhet, som man näppeligen skulle vänta sig hos andra än kungliga miljonärer eller slösande damer, en Croesus eller baronessa Rothschild. | „ |
| – | |   |

## Eftermäle

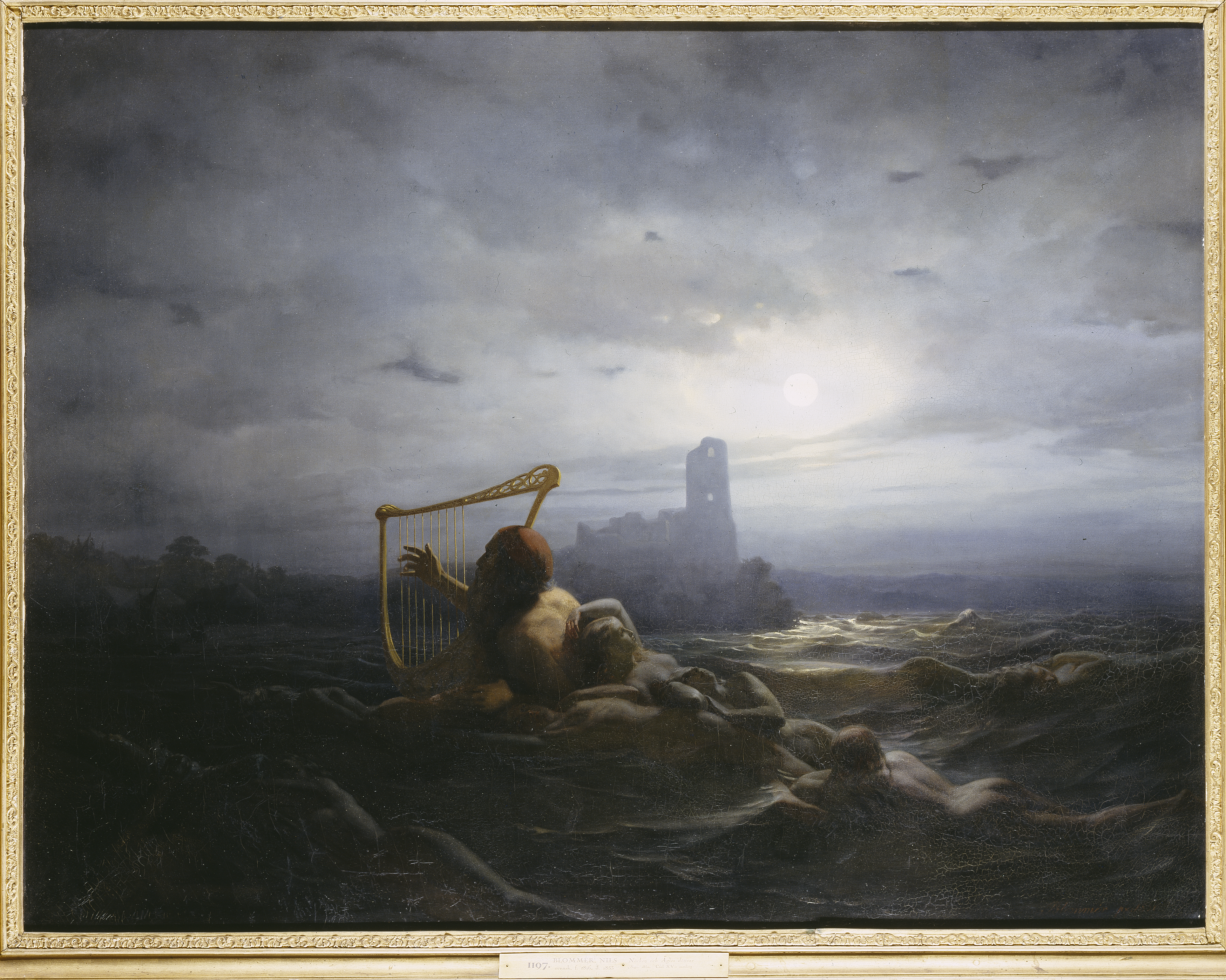
Näcken och Ägirs döttrar av Nils Blommér.

Diktens andra strof är förlaga till Nils Blommérs målning Näcken och Ägirs döttrar från 1850.
Kompositören Ambroise Thomas inkluderade Näckens Polska som svensk ballad i den nyskrivna operan "Hamlet" som hade premiär på stora Parisoperan 9 mars 1868. Kristina Nilsson som spelade Ophelia sjöng den.

### Inspelningar i urval
- 1902: Tor van Pyk – Djupt i hafvet på demantehällen – Swedish song, New York: Columbia
- 1905: Agnes Janson – Neckens polska (Swedish folksong), London: Gramophone and Typewriter
- 1909: John Forsell – Neckens polska (Djupt i hafvet), Stockholm: Skandinaviska Grammophon
- 1915: Student-kvartett – Suomis sång ; Näckens polska, Insjön: Åhlén & Holm
- 1931: Sigurd Wallén, framförd i filmen Skepparkärlek
- 1974: Alice Babs – Om sommaren sköna, Swedish Society Discofil
- 1979: Jörgen Edman – Ur svenska hjärtans djup, Frituna
- 1996: Louise Hoffsten, Lasse Englund och Esbjörn Svensson Trio – Kära du, Sundbyberg: BMG